# 袁世凯内阁
袁世凯内阁是大清帝国于1911年辛亥革命之后的11月1日（宣統三年九月十一日）任命、11月16日（宣統三年九月廿六日）組成的以袁世凯为內閣總理大臣的汉人为主的内阁。1912年2月12日清帝逊位，内阁解散。

## 內閣成員
袁世凯内阁成員如下：
- 內閣總理大臣：袁世凱（十二月八日（1912年1月26日）封一等侯）
- 外務部
  - 外務大臣：梁敦彦（外務副大臣胡惟德暫署）
  - 外務副大臣：胡惟德（前任外務部右侍郎曹汝霖署）
- 民政部
  - 民政大臣：趙秉鈞
  - 民政副大臣：烏珍（十一月卅日（1912年1月18日）授步軍統領，仍兼民政副大臣）
- 度支部
  - 度支大臣：嚴修
  - 度支副大臣：陳錦濤（十月十七日（1911年12月7日）病免）、周自齊（十月十七日（1911年12月7日）授）
- 學部
  - 學務大臣：唐景崇
  - 學務副大臣：楊度（九月廿七日（1911年11月17日）辭免）、劉廷琛（九月廿七日（1911年11月17日）授，十月廿九（1911年12月19日）病免）、張元濟（十一月廿六日（1912年1月14日）授，十二月十六日（1912年2月3日）張元奇署）
- 陸軍部
  - 陸軍大臣：王士珍（署江北提督；前任陸軍副大臣壽勳暫署）
  - 陸軍副大臣：田文烈
- 海軍部
  - 海軍大臣：薩鎮冰（海軍副大臣譚學衡兼署）
  - 海軍副大臣：譚學衡
- 法部
  - 司法大臣：沈家本
  - 司法副大臣：梁啟超（大理院正卿定成署，十一月十一日（1911年12月30日）辭免）、曾鑑（十一月十一日（1911年12月30日）授）
- 農工商部
  - 農工商大臣：張謇（農工商副大臣熙彥暫署）
  - 農工商副大臣：熙彥（暫署大臣；左丞祝瀛元署）
- 郵傳部
  - 郵傳大臣：楊士琦（十一月十六日（1912年1月4日）辭免，郵傳部左參議梁士詒署）
  - 郵傳副大臣：梁如浩（郵傳部左參議梁士詒署；十一月廿三日（1912年1月11日）镶红旗蒙古副都统李經邁署；十二月十五日（1912年2月2日）法制院參議阮忠樞署）
- 理藩部
  - 理藩大臣：達壽
  - 理藩副大臣：榮勳